# Tecozautla, Hidalgo
Tecozautla är en ort i Mexiko.   Den ligger i kommunen Tecozautla och delstaten Hidalgo, i den sydöstra delen av landet, 130 km norr om huvudstaden Mexico City. Tecozautla ligger 1 708 meter över havet och antalet invånare är 5 251.
Terrängen runt Tecozautla är kuperad åt sydost, men åt nordväst är den platt. Runt Tecozautla är det ganska tätbefolkat, med 72 invånare per kvadratkilometer. Närmaste större samhälle är Huichapan, 17,6 km söder om Tecozautla. I omgivningarna runt Tecozautla växer huvudsakligen savannskog.